# После бала
«По́сле ба́ла» (первоначальные названия «Дочь и отец», «А вы говорите») — рассказ Льва Толстого (1828–1910), написанный в Ясной Поляне в 1903 году, увидел свет после смерти писателя, в 1911 году.

## Сюжет
Происходит спор о том, что определяет человеческую судьбу. Присутствующий Иван Васильевич, пользующийся всеобщим авторитетом, неожиданно утверждает, что всё определяет банальный случай и в подтверждение своих слов рассказывает историю, случившуюся с ним.
В молодости Иван Васильевич учился в провинциальном университете, был «очень веселый и бойкий малый, да ещё и богатый», был хорош собой и любил танцевать. Однажды он присутствовал на балу у местного губернского предводителя дворянства, где наблюдал за Варенькой, в которую он влюблён («без вина был пьян любовью»), и её отцом-полковником («красивый, статный, высокий и свежий старик»). Он заметил, что на отце, вместо модной обуви, сапоги, явно заказанные у батальонного сапожника («„Чтобы вывозить и одевать любимую дочь, он не покупает модных сапог, а носит домодельные“, — думал я, и эти четвероугольные носки сапог особенно умиляли меня»). Отец и дочь танцуют мазурку, что вызывает всеобщие аплодисменты, и удивление людей, замечательно бережное отношение отца к дочери. Иван, потеряв голову от любви, которая, похоже, взаимна, возвращается домой.
Не в силах заснуть, он выходит на улицу. Услышав странную музыку, идёт на площадь, где становится свидетелем отвратительной сцены. Происходит наказание солдата, совершившего побег. Несчастного татарина прогоняют сквозь строй. Солдаты бьют товарища палками. Отец Вареньки, полковник с «румяным лицом и белыми усами и бакенбардами» бьёт «малорослого, слабосильного солдата», считая, что тот недостаточно сильно ударил его палкой по спине, представляющей собой уже что-то «пестрое, мокрое, красное, неестественное». Перевоплощение из нежно любящего отца и добродушного полковника, в жестокого и безжалостного палача настолько потрясло Ивана Васильевича, что чувства его к Вареньке быстро остыли, «любовь с этого дня пошла на убыль». Также он оставил мысли о поступлении на военную службу.

## История создания
В основе рассказа лежат события, произошедшие с братом Льва Толстого — Сергеем. В ту пору Лев Николаевич, будучи студентом, жил в Казани вместе с братьями. Сергей Николаевич был влюблён в Варвару Андреевну Корейш — дочь военного начальника Андрея Петровича Корейша и бывал у них в доме.
Эта история прочно осела в памяти Толстого, и много лет спустя он описал её в своём произведении. Прежде чем рассказ получил своё окончательное название, он назывался «Дочь и отец», потом — «А вы говорите». Толстой написал рассказ для готовившегося Шолом-Алейхемом сборника произведений в пользу евреев, пострадавших во время кишинёвского погрома.
Упоминаемый в рассказе «девический институт» — это Казанский Родионовский институт благородных девиц, располагавшийся тогда на окраине города. Место, где «гоняли татарина за побег», теперь является улицей Льва Толстого.

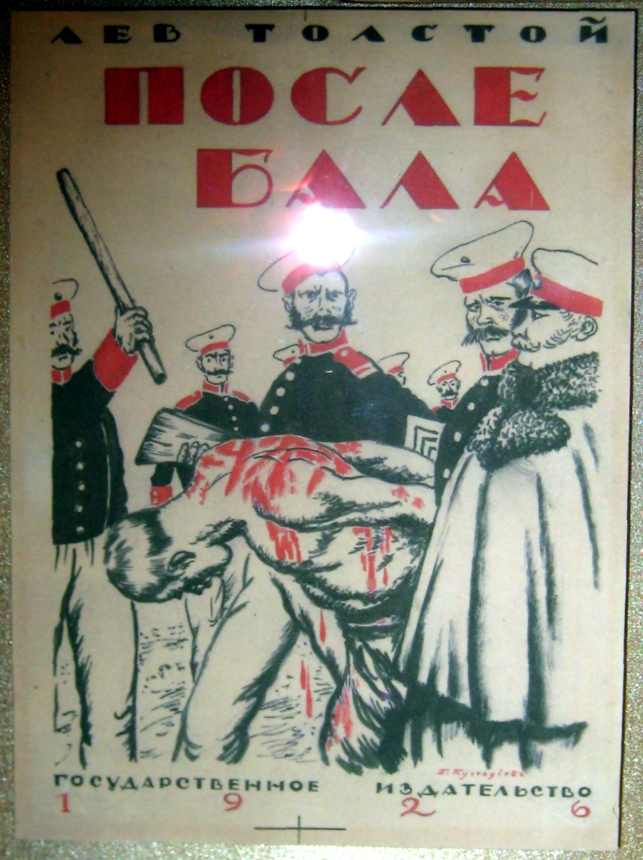
Обложка работы Бориса Кустодиева (1926 год)

В образе сошедшей на нет любви писатель передаёт расставание с формальной верой, пережитое и им самим. Масштаб повествованию придаёт то, что расправа осуществляется в Чистый понедельник, что делает христианское прощение бессмысленной декларацией. Писатель подчёркивает немилосердность и не христианский характер социума тем, что шпицрутенами наказывается не просто солдат, а мусульманин; так «христианская» проповедь инаковерующим преподаётся в форме насилия, а не Христовой любви.

## Фильмография
- «После бала» — худ.фильм (1961), реж. Анатолий Дудоров, сценарист К. Рапопорт, в гл. ролях Михаил Болдуман, М. Державин — производство: ЦТ СССР, 33 мин.